# Klub studenata elektrotehnike
Klub studenata elektrotehnike, poznatiji kao KSET, zagrebački je klub i okupljalište studenata Fakulteta elektrotehnike i računarstva (FER).
Klub se nalazi na prostoru FER-a i u njegovom je vlasništvu. Klub okuplja oko 300 volontera u studentskoj udruzi SS-FER. Unutar kluba se nalazi deset sekcija: biciklistička, disco, dramska, fotografska, glazbena, media, planinarska, računarska, tehnička i video.
KSET je najpoznatiji po svojim koncertima koji tematski idu sve od etna preko jazza i americane sve do tvrdog punka. Od poznatijih bendova između ostalih mogu se istaknuti Nomeansno, Thermals, Toasters, te mnogi drugi. Od domaćih bendova KSET je među ostalima ugostio Pips, Chips & Videoclips, Hladno pivo, Lollobrigida Girls... U KSETu su se održavala dva velika festivala "Earwing No Jazz Festival" i "Žedno Uho Festival" te Etno festival i ZEZ (Zavod za eksperimentalni zvuk). Članovi kluba svake godine organiziraju i Brucošijadu FER-a.

## Povijest
Studentski savez tadašnjeg Elektrotehničkog fakulteta u Zagrebu nastao je 1969. godine, a ime KSET dobio je 1971. godine. 1976. je iz podruma Fakulteta preseljen u novouređenu bivšu kotlovnicu. Kroz dugi niz godina KSET se razvio u važno koncertno mjesto te je ugostio mnoge hrvatske i svjetske glazbenike, na primjer: Pips, Chips & Videoclips, Zabranjeno Pušenje, Hladno pivo, The Bambi Molesters, Tamara Obrovac, Vještice, The National, Russian Circles, The Mars Volta, Napalm Death, The Real McKenzies, Future Islands i drugi.

## Vanjske poveznice
- Službene stranice